# 韋爾鎮區 (北達科他州伯克縣)
韋爾鎮區（英語：Vale Township）是位於美國北達科他州伯克縣的一個鎮區。

## 地方資料
韋爾鎮區的面積為92.52平方千米，當中陸地面積為90.04平方千米，而水域面積為2.48平方千米。根據2010年美國人口普查的數據，當地共有人口24人，而人口密度為每平方千米0.26人。